# Akaflieg Braunschweig SB 8
Die SB 8 ist ein einsitziges Segelflugzeug der Akaflieg Braunschweig. Der Erstflug erfolgte am 25. April 1967 auf dem Flughafen Braunschweig.

## Geschichte
Die Auslegung der SB 8 begann 1964 mit dem Ziel, ein Leistungssegelflugzeug für die Offene Klasse mit geringer Flächenbelastung für die meteorologischen Bedingungen Mitteleuropas zu schaffen. Da das Flugzeug innerhalb des Vereins eingesetzt werden sollte, musste es durch den Piloten leicht zu handhaben sein; eine bequeme Sitzposition und gute Sicht besaßen hohe Priorität. Ein Modell im Maßstab 1:6,5 wurde im großen Windkanal der DFL vermessen und 1967 und 1968 am Institut für Flugzeugbau und Leichtbau der TH Braunschweig an einem Proberumpf statische Belastungsversuche durchgeführt.
Mitte 1966 war die Konstruktion abgeschlossen und Baubeginn, am 25. April 1967 folgte der Erstflug der SB 8 V1 mit Helmut Treiber.
Aufgrund ausgezeichneter Flugeigenschaften und -leistungen entstand ein zweites Exemplar. Die SB 8 V2 hatte eine deutlich steifere und schwerere Tragfläche, da die erste zum Flattern neigte.
Flugleistungsmessungen der V1 wurden im Vergleichsflug mit dem DLR-Cirrus 1968 und 1991 im Vergleich mit der DG-300/17 beim Idaflieg-Sommertreffen in Aalen-Elchingen durchgeführt, 1968 mit der SB 8 V2 in Braunschweig.

## Konstruktion
Flügel, Rumpf und Leitwerk bestanden aus einem erstmals angewandten Voll-Sandwich mit GFK auf beiden Seiten des Stützstoffes aus Balsaholz.
Das Flugzeug hat 18 Meter spannende Tragflächen mit Kastenholm (außen I-förmig), Balsarippen und eine GFK-Torsionsschale mit Balsa-Längsleisten. Je Flügelhälfte gibt es drei Antriebe für die Wölbklappe und zwei für das Querruder; dreifachgelagerte doppelstöckige Bremsklappen fahren nach oben und unten aus. Die Verbindung der beiden in Zunge und Gabel auslaufenden Holme entspricht der von SB 6 und SB 7.
Der Rumpf ist hinter dem aufrecht sitzenden Piloten stark eingeschnürt. Im Bereich des Rumpf-Tragflächen-Übergangs sind die Spante aus Kiefer-Sperrholz gebaut. Eine Balsa-GFK-Röhre mit Beulspanten trägt ein T-Leitwerk mit gedämpftem Höhen- und Seitenleitwerk. Das Seitenruder ist stoffbespannt. Das große Hauptrad war über eine Kurbel, Kettentrieb und Seil, später über Stoßstangen einfahrbar.

## Nutzung
Nach der Flugerprobung wurde die SB 8 V1, D-6015, genutzt, um Deformationen des neuartigen Verbundwerkstoffs GFK während des Fluges zu bestimmen. Die bei einer Geschwindigkeit von 145 km/h bei der Wölbklappenstellung +10° gemessene maximale Torsion betrug 3,3° und die Durchbiegung am Randbogen dabei 10 cm nach unten.

### Sportliche Erfolge
- 5. Platz – Deutsche Segelflugmeisterschaften Oerlinghausen 1968
- 1. Platz – Dänische Meisterschaften in Arnborg 1969
- 1. Platz – Niedersächsische und Berliner Segelflugmeisterschaften Bückeburg 1970
- 2. Platz – Deutsche Segelflugmeisterschaften Bückeburg 1971
- 1. Platz – Rumänische Segelflugmeisterschaft Iash 1971

## Technische Daten
| Kenngröße             | SB 8V1                                                         | SB 8V2                                                         |
| --------------------- | -------------------------------------------------------------- | -------------------------------------------------------------- |
| Besatzung             | 1                                                              | 1                                                              |
| Rumpflänge            | 7,80 m                                                         | 7,60 m                                                         |
| Spannweite            | 18,00 m                                                        | 18,00 m                                                        |
| Höhe Seitenleitwerk   | 1,45 m                                                         | 1,4 m                                                          |
| Flügelfläche          | 14,1 m²                                                        | 14,1 m²                                                        |
| Flügelstreckung       | 23                                                             | 23                                                             |
| V-Stellung            | 1,5°                                                           | 1,5°                                                           |
| Pfeilung              | 0°                                                             | 0°                                                             |
| Flügelprofil          | FX 62-K-153 mod. (innen) FX 62 K-131 (Mitte) FX 60-126 (außen) | FX 62-K-153 mod. (innen) FX 62 K-131 (Mitte) FX 60-126 (außen) |
| Gleitzahl             | 41 bei 85 km/h                                                 | 41 bei 85 km/h                                                 |
| Geringstes Sinken     | 0,55 m/s bei 75 km/h                                           | 0,55 m/s bei 75 km/h                                           |
| Zuladung              | 105 kg                                                         | 104/90 kg                                                      |
| Leermasse             | 220 kg                                                         | 301 kg                                                         |
| max. Startmasse       | 365/400 kg                                                     | 405/490 kg                                                     |
| Flächenbelastung      | 21,5–28,5 kg/m²                                                | 28,5–34,8 kg/m²                                                |
| Höchstgeschwindigkeit | 200 km/h                                                       | 200 km/h                                                       |